# Perfume Genius
 (décembre 2022).
Si vous disposez d'ouvrages ou d'articles de référence ou si vous connaissez des sites web de qualité traitant du thème abordé ici, merci de compléter l'article en donnant les références utiles à sa vérifiabilité et en les liant à la section « Notes et références ».
Perfume Genius est le nom de scène de l'auteur-compositeur-interprète américain Mike Hadreas. Il est accompagné sur scène par son compagnon dans la vie, Alan Wyffels.
Les chansons de Perfume Genius sont minimalistes, souvent composées uniquement de piano-voix, et sont très intimes et personnelles. Elles sont souvent comparées à ce que fait Antony and the Johnsons. L'apparente candeur de Mike Hadreas et ses ballades dissimulent un passé difficile et des paroles traitant de religion, de drogues, de sexe, de mort, mais aussi d'amour idéalisé.

## Histoire
Mike Hadreas est quelqu'un de peu secret et sans tabou ne cachant jamais son homosexualité affirmée, parfois maquillé, se livrant facilement aussi bien dans ses chansons qu'en interview. Il va jusqu'à dévoiler son addiction au porno, son fétichisme pour le sexe en zentai, le fait qu'il ait voulu se faire payer pour qu'on lui renifle les pieds ou qu'il fantasmait de coucher avec l'ami obèse de sa mère. Il tourne aussi son clip Hood avec l'acteur porno gay Árpád Miklós dans lequel il se travestit.
Mike Hadreas naît et grandit en banlieue pavillonnaire de Seattle aux États-Unis. À sept ans il commence à jouer du piano. Très différent des autres enfants, il lui faut attendre de déménager en ville et d'intégrer une école d'art pour rencontrer des personnes aussi différentes que lui puis d'aller à l'université pour se faire ses premiers vrais amis. C'est à ce moment qu'il commence à boire beaucoup et à faire passer ses loisirs avant l'école. Il rencontre un garçon par internet qu'il part rejoindre à New York en lâchant ses études. Là-bas, il tombe dans l'alcoolisme et dans la cocaïne puis dans la meth jusqu'à passer quatre jours complètement défoncé chez son revendeur.
Dans une tentative de sortir de son autodestruction, il rentre au bout de trois ans chez sa mère, elle-même ancienne alcoolique, qui a déménagé entre-temps à Everett. Mike Hadreas va en cure de désintoxication. Peu après il se rend aux réunions des alcooliques anonymes. C'est au cours de cette période qu'il enregistre avec le micro-casque, qu'il utilisait pour jouer à EverQuest, des démos qui deviendront plus tard son premier album dont il met en ligne certains morceaux en 2007 sur Myspace pour la première fois sous le nom de Perfume Genius. Il se fait alors remarquer par le label anglais Turnstile qui l'a amené à signer avec le label Matador pour les États-Unis. Les deux labels sortent alors en 2010 le premier album de Mike Hadreas, Learning, qu'il a enregistré chez lui.
Au cours d'une des réunions des AA en 2009 il rencontre son petit ami actuel, Alan Wyffels, qui depuis prend part à Perfume Genius sur scène en tant que second clavier. Ils habitent depuis 2011, au minimum, ensemble dans le quartier gay de Capitol Hill à Seattle. Ils se soutiennent ainsi tous deux dans la lutte contre leurs anciennes addictions au quotidien et en tournée.
En 2015 il collabore avec l'artiste française Christine and the Queens et chantent en duo la chanson Jonathan.

## Discographie

### Singles
- 2010 : Mr Peterson, Vinyl 7" édition limitée, pas de clip
- 2010 : Lookout, Lookout, pas de support, clip de Patrick Sher
- 2011 : All Waters, pas de clip
- 2012 : Hood, pas de support, clip de Winston Holmes Case
- 2012 : Dark Parts, pas de support, clip de Winston Holmes Case
- 2012 : Take Me Home, clip de Patrick Sher
- 2014 : Queen, clip de Cody Critcheloe, alias Ssion
- 2014 : Grid
- 2015 : Fool
- 2015 : Jonathan, en duo avec Christine and the Queens, clip de Heloïse Letissier